# محافظ شخصی (مجموعه تلویزیونی)
محافظ شخصی (انگلیسی: Bodyguard) مجموعه تلویزیونی جنایی و مهیج شش‌قسمتی ساخته جد مرکوریو است که در ورلد پروداکشنز بی‌بی‌سی تهیه شده است. ستاره‌های این مجموعه عبارتند از ریچارد مدن و کیلی هاوس. این مجموعه از ۲۶ اوت ۲۰۱۸ از بی‌بی‌سی وان پخش شد و بیشترین تعداد بیننده برای یک مجموعه جنایی جدید در تمام شبکه‌های بی‌بی‌سی و بیشترین بیننده از سال ۲۰۰۸ را در بی‌بی‌سی داشت.
داستان این مجموعه حول یک قهرمان و کهنه‌سرباز نیروی زمینی بریتانیا است که از اختلال استرسی پس از آسیب روانی رنج می‌برد. دیوید باد که با همسر خود هم دچار مشکل شده، اکنون بعنوان محافظ شخصی خانم وزیر کشور که اهداف بلندپروازانه ای دارد کار می‌کند ولی در کار خود دچار تردید می‌شود و...